# Lucy Grealy
Lucinda Margaret Grealy (Dublin, 3 juni 1963 – New York, 18 december 2002) was een Iers-Amerikaans dichter en auteur.
Grealy werd geboren in Dublin, maar haar familie verhuisde naar Spring Valley, New York in april 1967. Op haar negende werd bij haar het Ewing-sarcoom geconstateerd, een zeldzaam soort botkanker, waardoor een groot deel van haar kaak operatief verwijderd werd. Grealy beschreef de ervaringen die ze nadien opdeed, onder andere het  pestgedrag van haar leeftijdgenootjes en de verschillende reconstructieve operaties die ze onderging, in de memoires Autobiography of a Face (Autobiografie van een gezicht) uit 1994.
Na de middelbare school bezoekt Grealy de Sarah Lawrence College in Yonkers en studeerde in 1985 af. Vervolgens bezocht ze de Iowa Writers' Workshop, waar ze huisgenoot was van medeschrijfster Ann Patchett. Hun vriendschap is beschreven in Patchetts memoires, Truth & Beauty (2004).
In haar latere leven kampte Grealy met depressies en werd ze, naast haar afhankelijkheid aan de pijnstillers codeïne en oxycodon, verslaafd aan heroïne. Ze stierf vermoedelijk aan een accidentele heroïneoverdosis op 18 december 2002 in New York.